# کمند خاطرات (مجموعه تلویزیونی)
کمند خاطرات نام یک مجموعهٔ تلویزیونی به کارگردانی هوشنگ پاکروان، سید ضیاءالدین دری و حسین خندان است که در سال ۱۳۶۹ تهیه و از شبکه ۱ پخش گردید.

## خلاصه داستان
در این مجموعه تلویزیونی، سیر تکامل انقلاب ۱۳۵۷ ایران، از سال ۱۳۱۸ تا ۱۳۵۷، در قالب زندگی یک خانواده ایرانی به تصویر کشیده شده است.

## بازیگران و عوامل تولید

### بازیگران
- رضا صابری
- فهیمه راستکار
- مرتضی احمدی
- انوشیروان ارجمند
- شمسی فضل‌الهی
- مهدی صباغی
- احمد فخر
- علی عطار علیایی
- محید معافی

### عوامل تولید
- کارگردانان: هوشنگ پاکروان، سید ضیاءالدین دری، حسین خندان
- نویسنده: قاسم سیف
- تصویربردار: مهرداد فخیمی
- تدوین: حسین زندباف
- تهیه‌کننده: محمد بیک زاده
- فرمت تصویر: ۱۶ میلیمتری
- مدت زمان: ۷۳۳ دقیقه
- محصول: گروه فیلم و سریال و تئاتر شبکه ۱
- سال تولید: ۱۳۶۹